# Carlos de la Peña
Carlos León de la Peña (1890 - 1947) nació en la ciudad de Durango, Mexico., el 23 de septiembre de 1890. Fue hijo del Químico Farmacéutico Carlos León de la Peña Asúnsolo y de Petra Gavilán de León de la Peña.
Estudió su educación primaria y Superior en la escuela más importante de la ciudad y pasó al Instituto Juárez donde cursó la secundaria y preparatoria con brillantes calificaciones.
Se trasladó a la capital de la República para ingresar a la Universidad Autónoma de México, donde en brillante examen profesional que sorprendió a maestros y condiscípulos de Carlos, se tituló como Químico Farmacéutico el 9 de abril de 1913. Continuó sus estudios en la misma alta institución para recibir el Título de Médico Cirujano el 21 de 1917.
En 1921 se trasladó a París, Francia donde permaneció por espacio de una año, haciendo un postgrado sobre neurología, colocándose de esta manera entre los pocos médicos especialistas que en esa época existían en México.
A su regreso a Durango, inició una serie de estudios sobre la picadura del escorpión, al ver el gran número de defunciones que provocaba  anualmente en la población. Por los años de 1925 y 1926 en colaboración con el Dr. Isauro Venzor, intensificó sus estudios e investigaciones, llegando felizmente al descubrimiento del Suero Antialacránico.
En el informe que los dos médicos presentan a la 2.ª. Convención Médica celebrada en Torreón, Coah., en septiembre de 1931, narran su extraordinario descubrimiento de la siguiente manera: “El número de defunciones causadas por picaduras de alacrán durante un período de 37 años, desde 1890 hasta 1926 inclusive, fue de 1610 que da un promedio de 44 defunciones por año”; en el mismo trabajo dicen los médicos Carlos León de la Peña Gavilán e Isauro Venzor que de 44 defunciones anuales que en la ciudad de Durango se registraban por piquete de alacrán antes de 1926, el índice se redujo a 4 defunciones anuales por piquete del arácnido en los años posteriores a 1927.
Murió el 17 de septiembre de 1947 en la ciudad de Durango.